# 寺社本所領
寺社本所領（じしゃほんじょりょう）とは、武家領に対して公家領・寺社領にあたる荘園・所領のことである。

## 概要
武士が政治的権力を持つ12世紀以前にはこうした区別は存在せず、荘務権を持つ本所に属する荘園・所領を該当する領主（公家・寺社）の「本所領」と称した。ところが、12世紀末に鎌倉将軍の荘園・所領に相当する関東御領をはじめとする武家領と既存の公家領・寺社領、更に公領である国衙領の3者間の区別を必要とし、これを「本所領」と呼んだ。鎌倉幕府は元寇に伴う対外危機を通じて、一円支配が確立した本所領の住人を動員することには成功したが、それでも検断権などを本所領に対しては及ぼすことができず、却って寺社興行法などで御家人の権利よりも寺社領の権限を保護する政策を取って神仏の加護による対外危機の克服を期待する有様であった。なお、「本所領」という語には本来は寺社領も含まれているが、鎌倉末期から南北朝時代にかけて寺社領を他の本所領と区別するために「寺社領」と「本所領」を併記する用法が出現するようになった。
室町幕府は寺社領及び公家領を「寺社本所領」と呼び、特に地頭やその他預所が置かれていない本所の一円支配領（一円荘園）を本所一円支配地と呼んだ（なお、「寺社本所領」の初出は観応2年/正平6年（1351年）の幕府法令とされている。また、国衙領を寺社本所領に加えた用法もある）。寺社本所領は禁裏御料及び殿下渡領（摂関家所領）とともに保護の対象とされていたが、南北朝時代の内乱の中で兵粮の確保のために兵粮料所の設置や半済令の対象として武家の押領が相次いだ。そのため、室町幕府は応安の半済令を定めて寺社本所領の下地中分を強行する代わりに一切の押領を認めない（ただし、禁裏御料・殿下渡領・本所一円支配地は半済そのものも否認する）姿勢を取ったり、実効支配がされていない所領の返還を認める不知行地還付政策を取ったりしたが、戦国時代になるとそれも有名無実化して、直務支配下にあった一部例外を除いたほとんどの寺社本所領は戦国大名や国人に奪われていくことになる。